# Pourcharesses
Pourcharesses è un comune francese di 138 abitanti situato nel dipartimento della Lozère nella regione dell'Occitania.

## Società

### Evoluzione demografica
Abitanti censiti